# Alice Pignagnoli
Alice Pignagnoli (Reggio Emilia, 14 marzo 1988) è una calciatrice e dirigente sportiva italiana, di ruolo portiere.

## Biografia
Nel 2010 ha conseguito la Laurea in Scienze della Comunicazione presso lo IULM di Milano, con una tesi sulla rappresentazione delle donne nei media, ottenendo la votazione di 110/110.
È madre di due figli, nati rispettivamente nel 2020 e nel 2023.
Nel febbraio 2023 pubblica la sua autobiografia, dal titolo Volevo solo fare la calciatrice, ove racconta il suo percorso di lotta ed emancipazione sia nella vita sia nella propria carriera calcistica. Il volume reca la prefazione di Laura Giuliani.

## Carriera

### Calciatrice
Nata a Reggio Emilia, fin da piccola si avvicina al calcio, prima come giocatore di movimento e, solo attorno ai 15 anni, a causa di un infortunio del portiere titolare della formazione Primavera, indossa la casacca numero 1.
Dopo le prime esperienze nelle squadre miste, Alice cresce calcisticamente nel settore giovanile della Reggiana, con la cui prima squadra (che si andrà poi a classificare IV° nel campionato di Serie A, conquistando l'accesso alla UEFA Women's Cup) verrà aggregata per la prima volta nella stagione 2004-2005, collezionando due panchine nella massima serie.
L'anno successivo viene inserita in pianta stabile nella rosa della prima squadra come terzo portiere e disputa il campionato Nazionale Primavera, come portiere titolare.
Nella stagione 2006-2007 viene ceduta in prestito in serie B alla Galileo Giovolley, squadra con la quale disputa 21 gare da titolare su 22, andando a classificarsi in terza posizione, a un soffio dalla promozione in A2. Da questo momento, Alice va incontro a diversi prestiti in giro per l'Italia, fino all'esordio in Serie A con il Milan e all'approdo alla Torres, squadra con la quale disputa anche la Champions League e vince una Supercoppa Italiana (nel 2011) e uno Scudetto nel 2012.
Nel luglio 2019, dopo un'annata al Genoa Women e la conseguente retrocessione in Serie B, si trasferisce al Cesena, nella stessa categoria. Tuttavia, ad inizio dicembre sospende la carriera calcistica, poiché incinta. In accordo con la società, le viene interrotto il contratto di lavoro (come indicato dalla federazione al tempo), ma con la garanzia di poter beneficiare di un rimborso per le spese. Nell'estate 2020, mentre era al settimo mese di gravidanza, il Cesena le rinnova il contratto, primo caso noto nel calcio femminile italiano. Il 19 novembre dello stesso anno, ad appena 100 giorni dal parto della figlia Eva, torna in campo nella gara di Coppa Italia contro il Milan, persa per 2-0. Da quel giorno risulta sempre a disposizione, collezionando 17 presenze da titolare nel resto del campionato.
Nell'estate 2022, dopo essere rimasta svincolata per un breve periodo, si accorda con la Lucchese, società di Serie C. Nell'ottobre seguente sospende nuovamente la propria carriera, dopo aver scoperto la sua seconda gravidanza. Tuttavia, nonostante l'appoggio dell'allenatore e delle compagne di squadra, la società si rifiuta di pagare alla giocatrice le mensilità rimaste, arrivando a escluderla dalla rosa: dopo alcune settimane, Pignagnoli decide di denunciare pubblicamente l'accaduto. La Lucchese, pur accettando infine di pagare gli stipendi arretrati al portiere, ne smentisce la versione dei fatti. Nel frattempo intervengono riguardo al caso, fra gli altri, la deputata Laura Boldrini, che presenta insieme ad altri colleghi un'interrogazione parlamentare ufficiale al Governo Meloni, e la dirigenza della Ternana, che si offre di ingaggiare la giocatrice e sostenerne le spese. Nel frattempo Pignagnoli conferma la propria volontà di svincolarsi dal club nell'estate successiva, usufruendo di un fondo federale di solidarietà per la maternità dal febbraio del 2023 fino al termine della stagione.
Il 30 dicembre dello stesso anno, Pignagnoli viene ufficialmente ingaggiata dal Ravenna, in Serie B.
Il 22 settembre 2024, Alice, viene ufficialmente presentata dalla neonata società Pro Palazzolo Women, che partecipa al Campionato di Eccellenza Lombardia 

### Dirigente
Nel giugno del 2023, Pignagnoli viene ingaggiata come nuova team manager del Beach Soccer Terracina, squadra della massima serie del campionato italiano di beach soccer.

## Palmarès

### Club
- Campionato italiano: 1

Torres: 2011-2012
- Supercoppa italiana: 1

Torres: 2011

## Opere
- Volevo solo fare la calciatrice, Bologna, Minerva, 2023, ISBN 978-8833244846.